# Belgian Air Force Red Devils

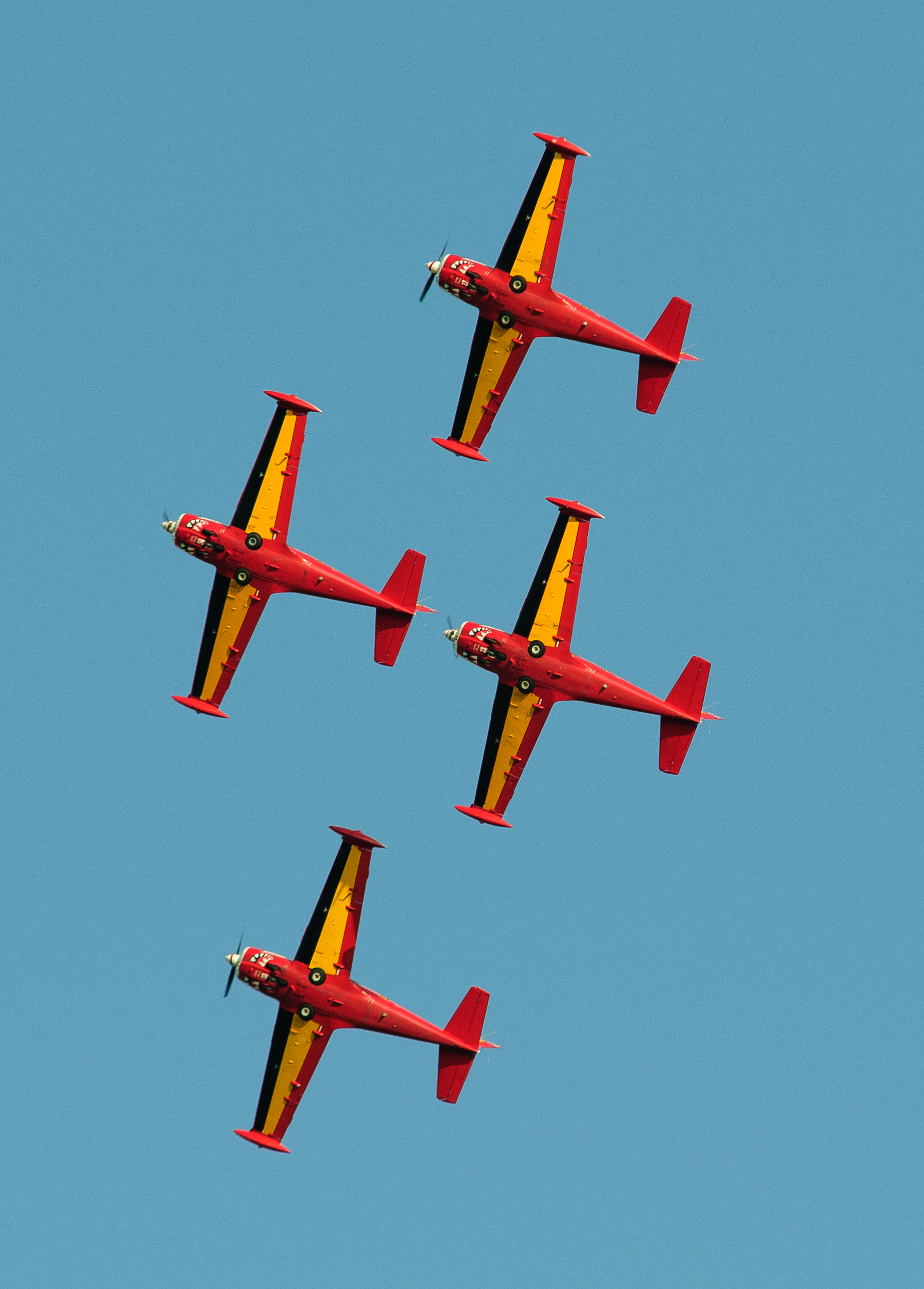
De Red Devils tijdens de Luchtmachtdagen in 2011

De Belgian Air Force Red Devils is het luchtacrobatieteam van de Belgische Luchtcomponent. De Red Devils, een team van vier piloten, vloog bij de oprichting in 1957 met Hawker Hunters. Het team opereerde niet tussen 1977 en 2011. Het werd in 2011 opnieuw opgericht om de 65e verjaardag van de luchtcomponent te vieren.
Internationaal verwierven ze bekendheid in de jaren 1970 toen ze met Fouga-Magisters kunstvlogen. Bij de heroprichting vlogen de piloten, allemaal vlieginstructeurs van het 5e squadron uit Bevekom, met het elementaire trainingsvliegtuig van de luchtmacht, de Italiaanse SIAI Marchetti SF-260. Deze vliegtuigen worden hoogstwaarschijnlijk in 2024 uit dienst genomen en zullen voor het laatst te zien zijn tijdens de International Sanicole Airshow op 21 en 22 september 2024 te Hechtel-Eksel.